# Liste singapurischer Schachspieler
Die Liste singapurischer Schachspieler enthält Schachspieler, die für den singapurischen Schachverband (ein FIDE-Mitglied) spielberechtigt sind oder waren und mindestens einen der folgenden FIDE-Titel trägt: Großmeister, Ehren-Großmeister, Internationaler Meister, Großmeisterin der Frauen, Ehren-Großmeisterin der Frauen oder Internationale Meisterin der Frauen.

## Liste
Die folgende Tabelle enthält diese Angaben:
- Name: Nennt den Namen des Spielers.
- Lebensdaten: Nennt das Geburtsjahr und gegebenenfalls das Sterbejahr des Spielers.
- FIDE: Nennt den höchsten FIDE-Titel des Spielers
  - GM = Großmeister, HGM = Ehren-Großmeister, IM = Internationaler Meister
  - WGM = Großmeisterin der Frauen, HWGM = Ehren-Großmeisterin der Frauen, WIM = Internationale Meisterin der Frauen
- Jahr: Nennt das Jahr der Titelverleihung
- weitere Verbände: Gibt für Spieler, die früher oder später für mindestens einen anderen Verband spielberechtigt waren, diese Verbände mit den Zeiträumen der Spielberechtigung (sofern bekannt) an.

Die Liste befindet sich auf dem Stand vom 25. Januar 2022.
| Name                    | Lebensdaten | FIDE | Jahr | weitere Verbände               |
| ----------------------- | ----------- | ---- | ---- | ------------------------------ |
| Chan Peng Kong          | 1956        | IM   | 2002 |                                |
| Daniel Howard Fernandez | 1995        | GM   | 2017 | England (seit 2015)            |
| Giam Choo Kwee          | 1942–2018   | IM   | 1976 |                                |
| Jason Goh Koon-Jong     | 1989        | IM   |      |                                |
| Goh Wei Ming            | 1983        | IM   | 2020 |                                |
| Gong Qianyun            | 1985        | WGM  | 2018 | VR China (bis 2014)            |
| Hsu Li Yang             | 1972        | IM   |      |                                |
| Li Ruofan               | 1978        | IM   |      | VR China (bis 2007, seit 2017) |
| Lim Seng Hoo            | 1956        | IM   | 1978 |                                |
| Cyrus Low Zhen Yu       | 2002        | IM   |      |                                |
| Enrique Paciencia       | 1967        | IM   |      |                                |
| Tan Lian Ann            | 1947        | IM   | 1973 |                                |
| Tin Jingyao             | 2000        | IM   | 2015 |                                |
| Terry Toh               | 1974        | IM   |      |                                |
| Buenaventura Villamayor | 1967        | GM   | 2000 | Philippinen (bis 2017)         |
| Wong Meng Kong          | 1963        | GM   | 1999 |                                |
| Wu Shaobin              | 1969        | GM   | 1998 | VR China (bis 1999)            |
| Zhang Zhong             | 1978        | GM   |      | VR China (bis 2007, seit 2017) |